# Persone di nome Charles/Calciatori
| Questa pagina contiene informazioni ricavate automaticamente dalle voci biografiche con l'ausilio del template Bio e di un bot. L'aggiornamento è periodico e automatico e ricostruisce completamente la pagina. Se manca una persona in questa lista, sei pregato di non aggiungerla, ma accertati piuttosto che la sua voce biografica contenga il template Bio e che i dati anagrafici siano correttamente compilati. Se il template Bio manca, inseriscilo tu stesso o, in alternativa, metti l'avviso {{tmp\|Bio}} che ne segnala la mancanza. Se i dati riportati sono sbagliati, correggi direttamente la voce biografica; le modifiche saranno visibili in questa lista entro pochi giorni. Per chiarimenti vedi il progetto antroponimi. La lista contiene solo le 127 persone che sono citate nell'enciclopedia e per le quali è stato implementato correttamente il template Bio. Pagina aggiornata al 22 lug 2025. |

Questa è una lista di persone presenti nell'enciclopedia che hanno il nome Charles e sono calciatori.

## A(10)
- Charles Abi, calciatore francese (Clermont-Ferrand, n. 2000)
- Charles Adcock, calciatore inglese (Boston, n. 1923 - Boston, † 1998)
- Charlie Aitken, calciatore scozzese (Edimburgo, n. 1942 - † 2023)
- Charles Alcock, calciatore, arbitro di calcio e crickettista inglese (Sunderland, n. 1842 - Londra, † 1907)
- Charles Alerte, ex calciatore haitiano (n. 1982)
- Charles Allé, calciatore francese (Orano, n. 1904 - Marsiglia, † 1994)
- Charles Amoah, ex calciatore ghanese (Accra, n. 1975)
- Charles Antenen, calciatore svizzero (La Chaux-de-Fonds, n. 1929 - Les Bayards, † 2000)
- Charles Aránguiz, calciatore cileno (Santiago del Cile, n. 1989)
- Charlie Austin, calciatore inglese (Hungerford, n. 1989)

## B(16)
- Charles Bambridge, calciatore inglese (Windsor, n. 1858 - † 1935)
- Charles Bardot, calciatore francese (Clauzel, n. 1904 - Cannes, † 1973)
- Charles Bartliff, calciatore statunitense (Memphis, n. 1886 - Medina, † 1962)
- Charles Oliver Bell, calciatore e allenatore di calcio inglese (Dumfries, n. 1894 - Bournemouth, † 1939)
- Charles Bell, ex calciatore inglese (Middlesbrough, n. 1958)
- Charles Benetti, ex calciatore maltese (n. 1930)
- Charles Berthelot, calciatore francese (Rennes, n. 1901 - † 1940)
- Charles Bilot, calciatore francese (Parigi, n. 1883 - Parigi, † 1912)
- Charles Boli, calciatore francese (Dundee, n. 1998)
- Charles Brincat, ex calciatore maltese (n. 1953)
- Charles Brincat, calciatore maltese (n. 1935 - † 2018)
- Charlie Buchan, calciatore e saggista inglese (Plumstead, n. 1891 - Principato di Monaco, † 1960)
- Charles Bunyan, calciatore e allenatore di calcio inglese (Shefford, n. 1869 - Ixelles, † 1922)
- Charlie Bunyan, calciatore inglese (Chesterfield, n. 1892 - Nottingham, † 1975)
- Charles Bwale, ex calciatore zambiano (n. 1970)
- Charles, ex calciatore brasiliano (Rio de Janeiro, n. 1985)

## C(6)
- Charles Casali, calciatore svizzero (Berna, n. 1923 - Berna, † 2014)
- Charles Cassar, ex calciatore maltese (n. 1958)
- Charles Chenery, calciatore britannico (Lambourn, n. 1850 - Mansfield, † 1928)
- Charles John Clerke, calciatore inglese (Londra, n. 1857 - Farnborough, † 1944)
- Charlie Colombo, calciatore statunitense (Saint Louis, n. 1920 - Saint Louis, † 1986)
- Charles Comte, calciatore, allenatore di calcio e giornalista svizzero (n. 1892 - Ginevra, † 1951)

## D(9)
- Charles Dago, ex calciatore ivoriano (Issia, n. 1975)
- Charlie Davies, ex calciatore statunitense (Manchester, n. 1986)
- Charles De Fernex, calciatore italiano (Torino, n. 1881 - Torino, † 1919)
- Charles De Ketelaere, calciatore belga (Bruges, n. 2001)
- Charles Dias de Oliveira, ex calciatore brasiliano (Belém, n. 1984)
- Charles Diers, ex calciatore francese (Cambrai, n. 1981)
- Charles Dujardin, calciatore francese (Tourcoing, n. 1888 - † 1914)
- Charles Dunne, calciatore irlandese (Lambeth, n. 1993)
- Charles Marcelo da Silva, calciatore brasiliano (Belo Horizonte, n. 1994)

## E(1)
- Charles Eloundou, calciatore camerunese (Yaoundé, n. 1994)

## F(3)
- Charlie Fleming, calciatore scozzese (Blairhall, n. 1927 - Edimburgo, † 1997)
- Charles Folly Ayayi, calciatore togolese (Togo, n. 1990)
- Charlie Fuller, calciatore inglese (n. 1919 - Isola di Sheppey, † 2004)

## G(5)
- Charles Gbeke, ex calciatore ivoriano (Abidjan, n. 1978)
- Charles Geerts, calciatore belga (Anversa, n. 1930 - † 2015)
- Charlie Goode, calciatore inglese (Watford, n. 1995)
- Richard Gough, ex calciatore e allenatore di calcio scozzese (Stoccolma, n. 1962)
- Charles Géronimi, calciatore francese (Villepreux, n. 1895 - † 1918)

## H(7)
- Herman Hallberg, calciatore svedese (Kalmar, n. 1997)
- Melker Hallberg, calciatore svedese (Kalmar, n. 1995)
- Charles Harbridge, calciatore inglese (Tipton, n. 1891 - Ash, † 1980)
- Joe Hart, ex calciatore inglese (Shrewsbury, n. 1987)
- Charles Heine, calciatore francese (Colmar, n. 1920 - † 1971)
- Charles Herlofson, calciatore norvegese (Oslo, n. 1891 - Oslo, † 1968)
- Charles Hérold, calciatore haitiano (Gonaïves, n. 1990)

## I(2)
- Chukwubuikem Ikwuemesi, calciatore nigeriano (Lagos, n. 2001)
- Charles Inaebnit, calciatore svizzero (Ginevra, n. 1886 - † 1970)

## J(3)
- Charles January, calciatore statunitense (Contea di Hidalgo, n. 1888 - Los Angeles, † 1970)
- Charlie Jones, calciatore e allenatore di calcio gallese (Merthyr Tydfil, n. 1899 - † 1966)
- C.R. Julian, calciatore inglese (Johannesburg, n. 1897 - Minas de Riotinto, † 1955)

## K(4)
- Charles Kaboré, ex calciatore burkinabé (Bobo-Dioulasso, n. 1988)
- Charles Kieffer, calciatore lussemburghese
- Charles Krüger, calciatore lussemburghese (Lussemburgo, n. 1896 - Lussemburgo, † 1990)
- Charles Kunz, calciatore svizzero (n. 1928 - † 2009)

## L(2)
- Charles Lewis, calciatore inglese (Plumstead, n. 1886 - † 1967)
- Charles Lota, ex calciatore zambiano (n. 1978)

## M(12)
- Charles M'Mombwa, calciatore tanzaniano (Baraka, n. 1999)
- Charles MacKay, ex calciatore maltese (n. 1933)
- Charlie McCully, calciatore scozzese (Motherwell, n. 1947 - Meriden, † 2007)
- Charles Medway, calciatore anglo-verginiano (Poole, n. 2002)
- Charles Micallef, calciatore maltese (n. 1943 - † 2011)
- Charles Micallef, ex calciatore maltese (n. 1960)
- Charles William Miller, calciatore, dirigente sportivo e arbitro di calcio brasiliano (San Paolo, n. 1874 - San Paolo, † 1953)
- Charles Monsalvo, calciatore colombiano (Santa Marta, n. 1990)
- Charles Montagne, calciatore francese (Roubaix, n. 1889 - Bruay-sur-l'Escaut, † 1940)
- Charles Morice, calciatore inglese (Londra, n. 1850 - † 1932)
- Charles Morren, calciatore belga (n. 1992)
- Charles Musonda, ex calciatore zambiano (Mufulira, n. 1969)

## N(4)
- Charles N'Zogbia, ex calciatore francese (Harfleur, n. 1986)
- Charles Ondo, calciatore spagnolo (Madrid, n. 2003)
- Jack Neale, calciatore inglese (Londra, n. 1917 - † 1977)
- Charlie Nicholas, ex calciatore britannico (Glasgow, n. 1961)

## O(1)
- Charles Orlanducci, ex calciatore e dirigente sportivo francese (Vescovato, n. 1951)

## P(3)
- Charlie Parry, calciatore gallese (Llansilin, n. 1869 - Oswestry, † 1922)
- Charles Pasche, calciatore svizzero (n. 1905 - † 1958)
- Charles Pickel, calciatore svizzero (Soletta, n. 1997)

## R(4)
- Charles Regamey, calciatore svizzero (n. 1910 - † 1970)
- Charles Renaux, calciatore francese (Roubaix, n. 1884 - Roubaix, † 1971)
- Charles Rigon Matos, calciatore brasiliano (Santiago, n. 1996)
- Henri Roessler, calciatore francese (Lauterbourg, n. 1910 - Plan-de-Cuques, † 1978)

## S(11)
- C. J. Sapong, calciatore statunitense (Manassas, n. 1988)
- Charles Scerri, ex calciatore maltese (n. 1964)
- Charles Scerri, ex calciatore maltese (n. 1950)
- Charles Scibberas, ex calciatore maltese (n. 1954)
- Charles Sciberras, ex calciatore maltese (n. 1971)
- Charles Shelton, calciatore inglese (Nottingham, n. 1864 - † 1899)
- Charles Simons, calciatore belga (Anversa, n. 1906 - † 1979)
- Charles Eastlake Smith, calciatore inglese (Colombo, n. 1850 - † 1917)
- Charles Spiteri, calciatore maltese (Birchircara, n. 1944 - † 2025)
- Charles Stansfield, calciatore austriaco (n. 1884 - † 1941)
- Charles Swini, calciatore malawiano (Blantyre, n. 1985 - Lilongwe, † 2024)

## T(9)
- Charles Takyi, ex calciatore ghanese (Accra, n. 1984)
- Charles Asampong Taylor, calciatore ghanese (Sefwi, n. 1981)
- Charlie Taylor, calciatore inglese (York, n. 1993)
- Charles Thompson, ex calciatore montserratiano (n. 1969)
- Charles Thomu, calciatore malawiano (n. 1999)
- Charles Toubé, calciatore camerunese (Yaoundé, n. 1958 - † 2016)
- Charles Traoré, calciatore francese (Aulnay-sous-Bois, n. 1992)
- Charlie Tully, calciatore e allenatore di calcio nordirlandese (Belfast, n. 1924 - Belfast, † 1971)
- Charlie Twissell, calciatore inglese (Singapore, n. 1932 - † 2023)

## V(3)
- Charles Buchwald, calciatore danese (Bjerringbro, n. 1880 - Hørsholm, † 1951)
- Charles Vanden Wouwer, calciatore belga (Teignmouth, n. 1916 - † 1989)
- Charles Vanhoutte, calciatore belga (Courtrai, n. 1998)

## W(8)
- Charlie Watts, calciatore inglese (Stockton-on-Tees, n. 1870 - Newcastle upon Tyne, † 1924)
- Charlie Wayman, calciatore inglese (Bishop Auckland, n. 1922 - † 2006)
- Charlie Webster, calciatore inglese (Kingston upon Thames, n. 2004)
- Charles Wilkes, calciatore francese (Le Havre, n. 1887 - † 1939)
- André Wille, calciatore svizzero (n. 1899 - Ginevra, † 1963)
- Francis Heron, calciatore inglese (Uxbridge, n. 1853 - † 1914)
- Charles Williams, ex calciatore maltese (n. 1944)
- Charles Wollaston, calciatore inglese (Felpham, n. 1849 - † 1926)

## Y(2)
- Charles Yohane, calciatore zimbabwese (n. 1973 - † 2022)
- Charles Young, ex calciatore inglese (Nicosia, n. 1958)

## Z(2)
- Charles Zehren, calciatore francese (Hayange, n. 1910 - Algrange, † 2005)
- Charles Zoryez, ex calciatore uruguaiano (Fray Bentos, n. 1988)